# Megachile mackieae
Megachile mackieae är en biart som beskrevs av Cockerell 1937. Megachile mackieae ingår i släktet tapetserarbin, och familjen buksamlarbin. Inga underarter finns listade i Catalogue of Life.